# NGC 1681
NGC 1681 ist eine Spiralgalaxie mit ausgedehnten Sternentstehungsgebieten vom Hubble-Typ Sb im Sternbild Eridanus am Südsternhimmel. Sie ist schätzungsweise 119 Millionen Lichtjahre von der Milchstraße entfernt und hat einen Durchmesser von etwa 45.000 Lichtjahren.
Im selben Himmelsareal befinden sich u. a. die Galaxien IC 2097, IC 2098, IC 2101, IC 2102.
Das Objekt wurde am 6. Januar 1878 von Édouard Stephan am Observatoire de Marseille entdeckt.